# Cudón
Cudón es una localidad del municipio de Miengo (Cantabria, España). La localidad tiene 934 habitantes (INE 2021), y está a una distancia de 2,4 kilómetros de Miengo, capital municipal. Al estar más alejada de la costa, su altitud es de 38 metros.

## Cultura
Las fiestas más conocidas del lugar son las de San Esteban, celebradas el 3 de agosto. 

## Personajes célebres
- Rafael Fuentevilla Gutiérrez (1947), jugador de bolos.
- Javier Hoyos (1966), locutor de radio (director entre 2010 y 2011 de Carrusel Deportivo).